# Yueyachan
Die Yueyachan (chinesisch 月牙鏟 / 月牙铲, Pinyin yuèyáchǎn – „Mondzahnschaufel“, kurz für 方便月牙鏟 / 方便月牙铲,  fāngbiàn yuèyáchǎn – „Mondzahn-praktische-Schaufel, Mondzahn-Upayaschaufel“), auch Mönchsschaufel genannt, ist eine mittelalterliche, chinesische Stangenwaffe.

## Beschreibung
Die Yueyachan besteht aus zwei Klingen, die an den Enden eines etwa 2 Meter langen Stabes befestigt sind. Eine Klinge ist geformt wie eine Beilklinge, die zweite Klinge hat die Form eines Halbmondes.
Der Kampfstil mit der Yueyachan ist in etwa der gleiche wie mit dem Bō. Durch die beidhändige Führung ist es möglich gleichzeitig anzugreifen und zu verteidigen. Einem geübten Kämpfer ist es möglich, sehr schnelle Angriffs- und Abwehrkombinationen auszuführen.

## Geschichte
Die Yueyachan entstand im Mittelalter in China.
Die Fangbianchan (Wade-Giles: fang-pien ch'an) wurde von chinesischen, buddhistischen Wandermönchen genutzt, um unterwegs die Körper toter Menschen und Tiere zu begraben. Sie diente jedoch auch zur Selbstverteidigung.